# Lanzacohetes M80
El M80 —apodado "Zolja", Avispa en español— es un lanzacohetes antitanque descartable de un solo disparo de 64 mm diseñado en la antigua Yugoslavia. El M80 Zolja todavía se fabrica en Serbia y en Macedonia del Norte.

## Descripción
Fabricado a base de plásticos reforzados con fibra de vidrio, el M80 fue diseñado para ser usado por un soldado contra vehículos blindados y fortificaciones enemigas
El M80 es un arma sin retroceso de un solo uso, que se caracteriza por su fácil manejo y peso ligero. El lanzador y el contenedor están incorporadas en una sola unidad.
El M80 es muy similar al estadounidense M72 LAW, pero supera al M72 en precisión y en alcance efectivo, entre otras características.[cita requerida]

## Lanzador

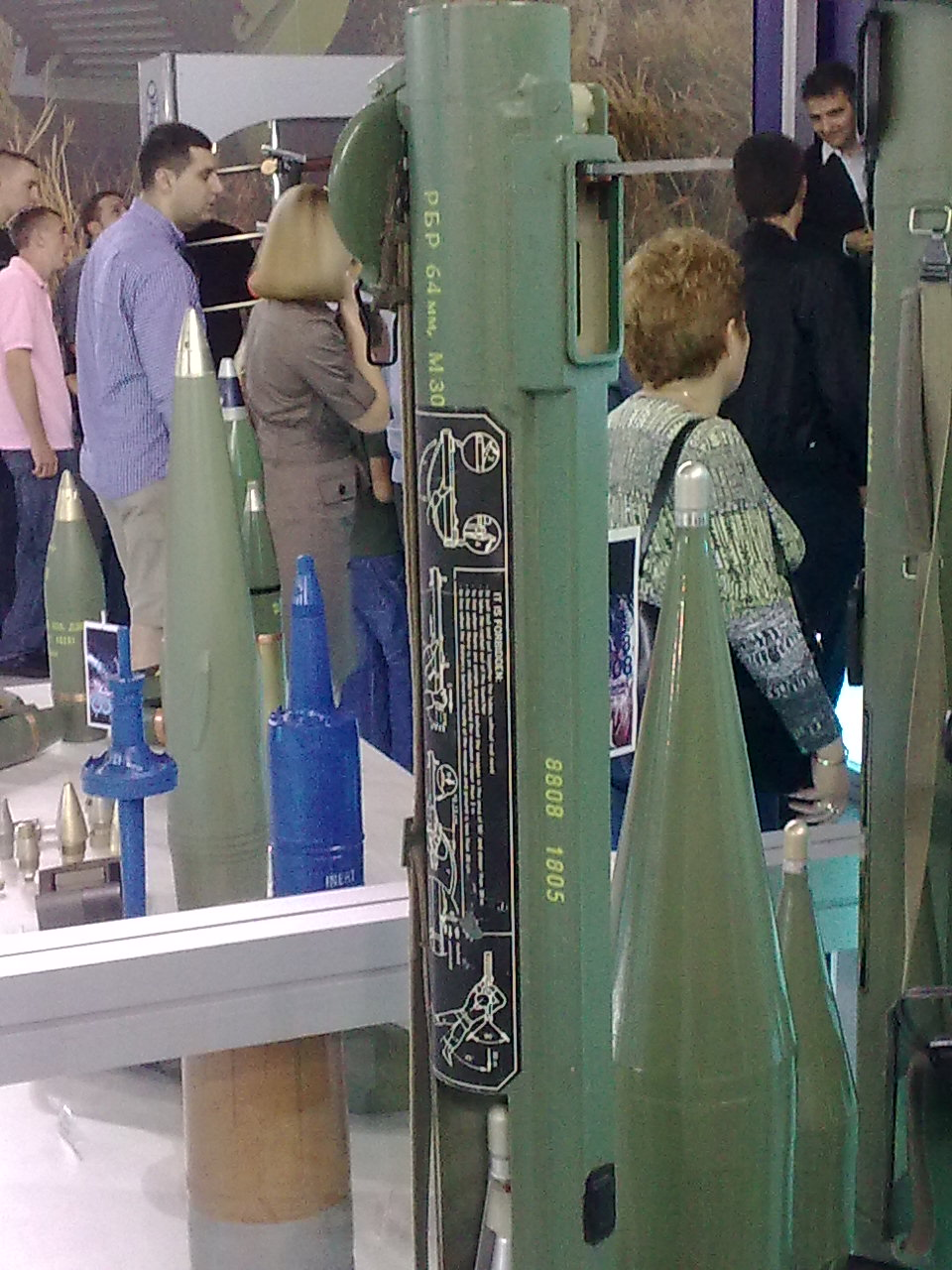
M80 Zolja en una exposición militar

El lanzador del M80 es telescópico, para facilitar su transporte. Los lanzadores se componen de un tubo delantero y otro trasero de plástico reforzado con fibra de vidrio, un mecanismo de disparo, alza y punto de mira, asa de transporte, tapa frontal y tapa trasera para protegerlo de la suciedad y una correa portafusil.

## Cohete
El cohete antitanque de 64 mm está situado en la parte posterior del tubo lanzador. El cohete consta de una ojiva explosiva, aletas estabilizadoras y su motor.
La ojiva del M80 tiene potencial para penetrar 300 mm de acero sólido a un ángulo de 90 grados. En la ojiva se puede instalar una espoleta de impacto y piezoeléctrica. El cohete también tiene un mecanismo de autodestrucción integrado que asegura la autodestrucción de este si el objetivo no es alcanzado tras 4 o 6 segundos de vuelo. El motor del cohete solo se enciende en el tubo, lanzando el cohete a una velocidad de 190 m/s. Esta velocidad asegura que el cohete obtenga su alcance de 240 m en un blanco de 2,5 metros.

## Operación
El lanzador se sostiene en ambas manos. El operador abre las tapas en ambos extremos del lanzador, agarrando con fuerza la parte delantera del tubo con su mano izquierda, el operador tira la parte posterior del tubo hacia afuera con un tirón fuerte y recio. Si el lanzador ha sido amartillado correctamente la pieza trasera no se deslizara dentro del tubo de nuevo. El operador asume una posición de lanzamiento correcta, teniendo en cuenta la zona de escape del lanzador, apunta al objetivo a través del alza desplegada y aprieta el gatillo lanzando el cohete. Después se desecha el tubo vacío.

## Usuarios
El M80 fue ampliamente utilizado en la guerras yugoslavas. Muchas unidades terminaron en manos de civiles y se utilizaron en una serie de incidentes violentos. El arma ha sido empleada por el crimen organizado. Uno de esos incidentes fue un intento de asesinato que tuvo lugar en noviembre de 1999 en el centro de Zagreb, cuando el proyectil rebotó del automóvil blindado y mató a un transeúnte inocente. Los miembros del Clan Zemun consideraron en algún momento emplear el M80 para atacar la caravana del primer ministro serbio Zoran Djindjic. Los M80 fueron utilizados por el Ejército de Indonesia en la Invasión indonesia de Timor Oriental para las operaciones de contrainsurgencia.

## Especificaciones

### Lanzador
- Longitud:
  - Extendedido: 1.200 mm.
  - Plegado: 800 mm.
- Peso:
  - Peso del cohete: 3 kg.
  - Sin cohete: 1,58 kg.
- Mecanismo de disparo: percusión.
- Punto de mira: retícula.
- Alza: dióptrica.

### Cohete
- Calibre: 64 mm
- Longitud: 664 mm
- Peso: 1,42 kg
- Velocidad: 190 m/s
- Alcance mínimo (combate): 10 m
- Alcance máximo: 1.280 m (3.300 ft)
- Penetración: 300 mm

### Alcance máximo efectivo
- Blanco inmóvil: 220 m

## Usuarios
- Bosnia y Herzegovina-450+
- Croacia-1000+
- Eslovenia
- Indonesia[3]
- Montenegro-165+
- Macedonia del Norte-400+
- Serbia-6000+
- Singapur